# Vendelogne
Die Vendelogne ist ein Fluss in Frankreich, der in der Region Nouvelle-Aquitaine verläuft. Sie entspringt an der Gemeindegrenze von Saurais und Saint-Martin-du-Fouilloux, entwässert generell Richtung Ostnordost und mündet nach rund 29 Kilometern im Gemeindegebiet von Chiré-en-Montreuil als linker Nebenfluss in die Auxance. Auf ihrem Weg durchquert die Vendelogne die Départements Deux-Sèvres und Vienne.

## Orte am Fluss
(Reihenfolge in Fließrichtung)
- Lavausseau, Gemeinde La Ferrière-en-Parthenay
- Chalandray
- Ayron
- Chiré-en-Montreuil